# Paradoxo da água e do diamante

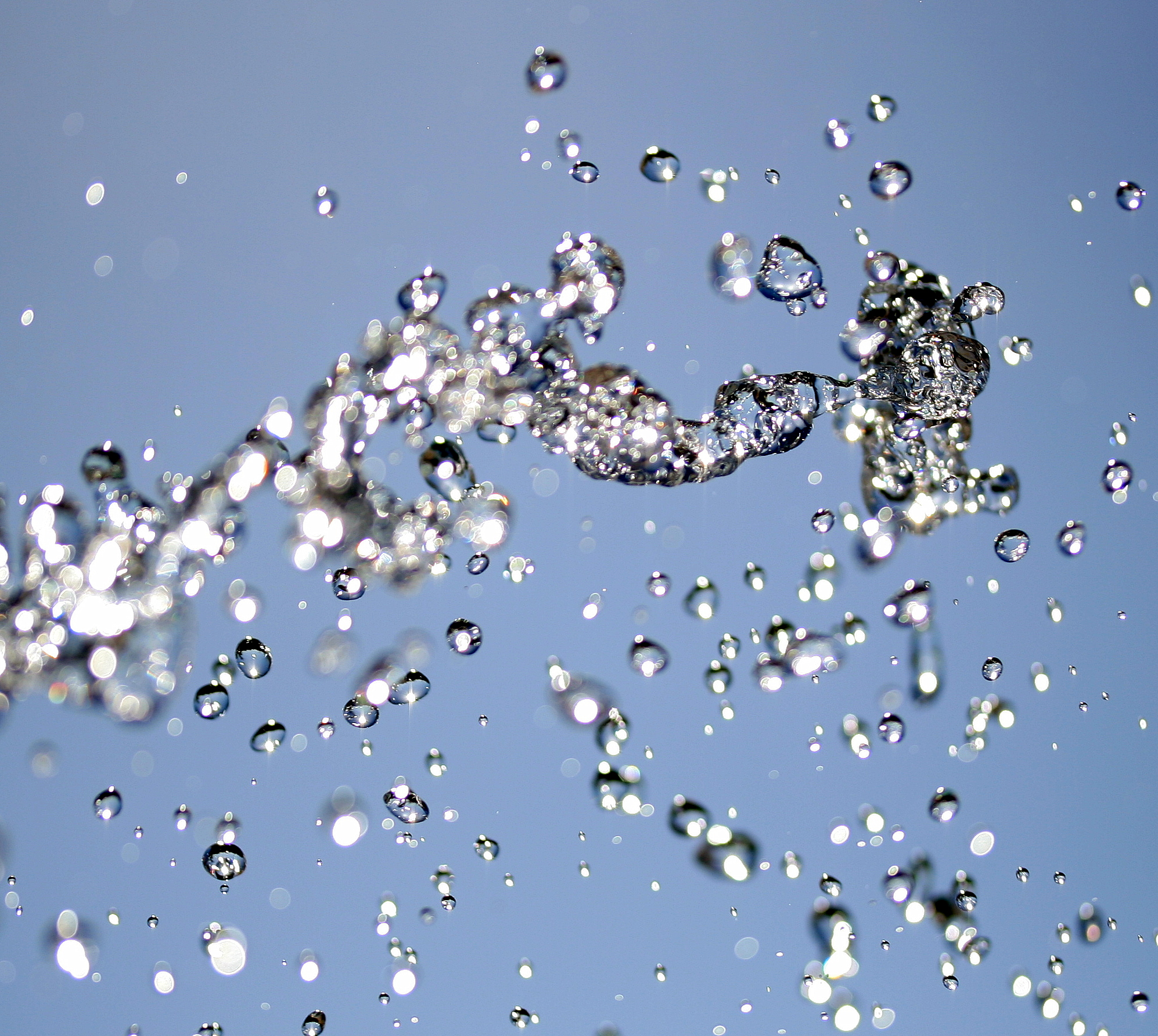
Uma imagem de água, um bem essencial para vida. No paradoxo do valor, é uma contradição que seja mais barato que o diamante, apesar de o diamante não terem tanta importância para a vida

O paradoxo do valor (também conhecido como paradoxo diamante-água) é a contradição de que, embora a água seja mais útil, em termos de sobrevivência, do que os diamantes, os diamantes têm um preço mais alto no mercado. O filósofo Adam Smith é frequentemente considerado o apresentador clássico desse paradoxo, embora já tenha aparecido no Eutidemo de Platão. Nicolau Copérnico, John Locke, John Law e outros já haviam tentado explicar a disparidade.
Ele foi enunciado por Adam Smith na seguinte forma: "Nada é mais útil que a água, mas dificilmente com ela se comprará algo. Um diamante, pelo contrário, dificilmente tem utilidade, mas uma grande quantidade de coisas pode amiúde ser trocada por ele".
Este paradoxo serviu de fio condutor durante todo o século XIX para resolver a questão do valor e ilustra a distinção entre valor de troca e valor de uso.

## Teoria do valor trabalho
Em uma passagem de A Riqueza das Nações, de Adam Smith, ele discute os conceitos de valor de uso e valor de troca, e observa como eles tendem a diferir:
Quais são as regras que os homens naturalmente observam ao trocá-las por
dinheiro ou umas pelas outras, agora passarei a examinar. Estas regras determinam o que pode ser chamado valor relativo ou de troca das mercadoria A palavra valor, deve ser observado, tem dois significados diversos e, por vezes, expressa a utilidade de algum objeto particular e, por vezes, o poder de adquirir outros bens, que a posse daquele objeto proporciona. Um pode ser chamado “valor de uso”, o segundo, “valor de troca”. As coisas com maior valor de uso frequentemente têm pouco ou nenhum valor de troca; e, pelo contrário, aquelas que têm o maior valor de troca, frequentemente têm pouco ou nenhum valor de uso. Nada é mais útil que a água, mas dificilmente com ela se comprará algo. Um diamante, pelo contrário, dificilmente tem utilidade, mas uma grande quantidade de coisas pode amiúde ser trocada por ele.
Além disso, ele explicou o valor de troca como sendo determinado pelo trabalho:
O preço real de tudo, o que tudo realmente custa para o homem que deseja
adquirir, é o labor e o incômodo de adquiri-lo.
Assim, Smith negou uma relação necessária entre preço e utilidade. O preço nessa visão estava relacionado a um fator de produção (ou seja, mão-de-obra) e não ao ponto de vista do consumidor.

## Marginalismo

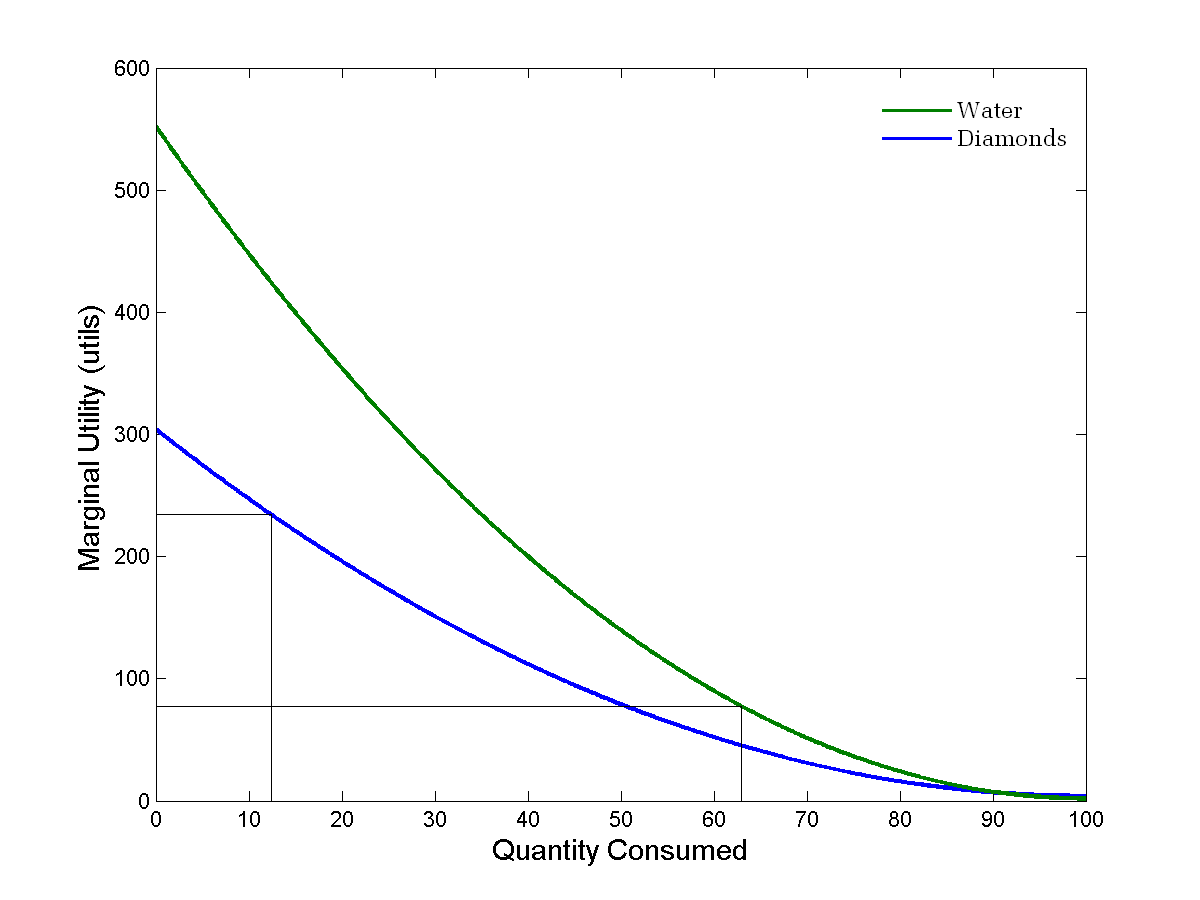
Gráfico que mostra a utilidade marginal de diamantes e água em função da quantidade consumida

A teoria da utilidade marginal, que se baseia na teoria subjetiva do valor, diz que o preço pelo qual um objeto é negociado no mercado não é determinado pela quantidade de trabalho que foi exercida em sua produção nem pela sua utilidade no todo. Em vez disso, seu preço é determinado por sua utilidade marginal. A utilidade marginal de um bem é derivada de seu uso mais importante para uma pessoa. Então, se alguém possui um bem, ele o usará para satisfazer alguma necessidade ou desejo, começando pelo que tem maior prioridade. Eugen von Böhm-Bawerk ilustrou isso com o exemplo de um fazendeiro com cinco sacos de grãos.